# Bytte Roller
Bytte Roller er en kortfilm fra 1914, instrueret af August Blom efter manuskript af Valdemar Hansen.

## Handling
Denne artikel mangler et handlingsreferat. Hjælp os med at skrive det.

## Medvirkende
- Nicolai Johannsen - Sir Thomas Grey, millionær
- Frederik Buch - Bobby, Sir Thomas' kok
- Henny Lauritzen - Jane Wilson, oldfrue
- Helen Gammeltoft - Mary, gåsepige
- Franz Skondrup - Mr. Brown, notar
- Ingeborg Spangsfeldt
- Carl Schenstrøm
- Agnes Lorentzen
- Ebba Lorentzen
- Agnes Andersen